# 希望のたね基金
一般社団法人希望のたね基金（きぼうのたねききん、通称キボタネ）は、2017年に日本軍「慰安婦」問題解決全国行動代表の梁澄子が設立した団体。慰安婦問題の最終的かつ不可逆的な解決を日韓政府が確認した「慰安婦問題日韓合意」に反対する韓国の女性団体、法曹関係者、研究者など383団体、国会議員や個人など335人が設立した財団「正義記憶財団」の募金キャンペーン事業の一環として設立され､慰安婦問題を次世代に継承することを目的とした啓発活動や被害者支援活動などを行っている。

## 沿革
代表理事である梁澄子は、韓国では若者たちが慰安婦問題の解決に積極的に取り組んでいるが、日本の若者たちは実情を知らない場合があるため、問題に対する認識には大きな隔たりがあるとし、認識の隔たりを埋めるために韓国挺身隊問題対策協議会(挺対協)などが設立した日本軍性奴隷制問題解決のための正義記憶財団（正義連）と連携して、日本の学生たちが韓国を訪問して慰安婦被害者たちと面会することや韓国に留学する日本の学生たちが正義連などの団体でインターン活動をする機会を提供する取り組みを提案。「怒れる女子会」などの市民団体で活動する弁護士の太田啓子､平和の少女像に関連する日本の討論会を企画した独立編集者の岡本有佳などの賛同者を得て発足した。2018年12月にマリーモンドジャパンと提携して商品を販売しており、販売された商品の売り上げの全てを運営資金としている。

## 活動内容
「希望のたね基金」の公式ウェブサイトによると、同基金の活動は以下のとおり。
- 慰安婦問題に関する啓発活動
  - 学校などでの講演会の開催
  - 報道関係者や研究者向けのシンポジウムの開催
  - 映画上映会の開催
  - 被害者支援活動

- 慰安婦との面談・交流会の開催
  - 医療費や生活費の支援
  - 記念館や資料館の建設・運営支援

- その他の取り組み
  - 「平和・人権・環境教育の推進」に関する事業の支援
  - アジア圏における女性の権利向上に関する支援

## 役員
- 代表理事 梁澄子 (日本軍「慰安婦」問題解決全国行動共同代表）
- 顧問:川田文子 (日本の戦争責任資料センター共同代表）
- 顧問:角田由紀子 (「女性の安全と健康のための支援教育センター」代表理事）
- 理事:庵逧由香 (強制動員真相究明ネットワーク共同代表）
- 理事:北原みのり
- 理事:山口智美
- 理事:柴洋子
- 理事:方清子　（日本軍「慰安婦」問題・関西ネットワーク共同代表）
- 理事:加藤圭木
- 監事:太田啓子（「怒れる女子会」呼びかけ人）